# Dongducheon jungang (métro de Séoul)
Dongducheon Jungang (hangeul : 동두천중앙 ; hanja : 東豆川中央) est une station de la ligne 1 (branche ligne Gyeongwon) du métro de Séoul. Elle est située au centre-ville de Dongducheon, dans la province de Gyeonggi, au nord de Séoul, en Corée du Sud.
Elle est desservie par des rames, omnibus et express, de la ligne 1 du métro de Séoul.

## Situation sur le réseau

Plan du réseau (2023)

Établie en aérien, Dongducheon jungang est une station de passage de la ligne 1 du métro de Séoul : elle est située entre la station Jihaeng, en direction du terminus ouest Incheon ou du terminus sud Sinchang via la station de bifurcation Guro, et la station Bosan  en direction du terminus nord Yeoncheon,.

## Histoire

### Gare ligne Gyeongwon
La gare dénommée Eosudong est mise en service le 15 octobre 1911. Elle devient la gare terminus nord de la ligne ligne Gyeongwon après la fin du conflit, le 15 août 1945. Détruit lors de la guerre de Corée son bâtiment est reconstruit provisoirement en bois et achevé le 15 juillet 1953. Le 1er février 1955. Un nouveau bâtiment est construit durant l'année 1983,. 
Elle est renommée Dongducheon le 10 février 1984,.

### Station ligne 1 du métro
Le nouveau bâtiment de la future station est mis en chantier en 2005. La nouvelle station de la ligne 1 est mise en service le 15 décembre 2006, elle est alors renommée Dongducheon jungang,.

## Services aux voyageurs

### Accès et accueil
La station aérienne dispose de quatre accès, le principal étant sur la Dongducheon-ro.

### Desserte
Dongducheon est desservie par des rames omnibus et express, les quais centraux 2 et 3 sont desservis par les rames omnibus et les quais extérieurs 1 et 4 sont desservis par les rames express.

### Intermodalité
La stêtation dispose d'arrêts de bus dans les rues adjacentes, ils sont desservis notamment par les lignes : 3, 3-1, 5, 6, 11, 11-1, 14, 14-1, 50, 52, 53-3, 60, 60-1 60-3, 90, 91-1, 91,4.